# Malta en los Juegos Olímpicos de París 2024
Malta estuvo representada en los Juegos Olímpicos de París 2024 por cinco deportistas, tres hombres y dos mujeres, que compitieron en cuatro deportes.
Los portadores de la bandera en la ceremonia de apertura fueron el tirador Gianluca Chetcuti y la nadadora Sasha Gatt. El equipo olímpico maltés no obtuvo ninguna medalla en estos Juegos.